# Gemmenich
Gemmenich (en francique ripuaire Jömelech) est un village de la commune de Plombières, située en Région wallonne dans la province de Liège. C'était une commune à part entière avant la fusion des communes de 1977. Le village est situé sur les frontières entre la Belgique, l'Allemagne et les Pays-Bas.
Le village se distingue par une intense vie associative et culturelle avec ses deux harmonies, ses deux chorales et ses troupes de théâtre. Il compte deux écoles primaires et une école secondaire, le Collège Notre-Dame de Gemmenich.

## Évolution démographique
- Sources : INS, Rem. : 1831 jusqu'en 1970 = recensements, 1976 = nombre d'habitants au 31 décembre.

## Histoire
La première mention écrite date de 888 (Geminis). Depuis le Moyen Âge et jusqu'en 1793, Gemmenich dépendait du tribunal de Montzen et faisait partie du duché de Limbourg, qui à son tour était en union personnelle avec le duché du Brabant. Ce fut une seigneurie de 1648 à 1793. En 1793, les troupes révolutionnaires françaises ont annexé le territoire. En 1815, Gemmenich est passé au royaume uni des Pays-Bas et fait partie de la Belgique depuis son indépendance en 1830. 
Le 4 août 1914, c'est en passant par Gemmenich que les 34e, 27e et 14e brigades de l'armée impériale allemande donneront l'assaut à Liège (venant d'Aix-la-Chapelle). La 11e part d'Eupen, les 38e et 43e de Malmedy. La résistance des forts et de l'armée belge est telle que cinq des six brigades reculent parfois jusqu'à leur base de départ. Le haut commandement allemand leur ajoutera alors 60 000 hommes et de l'artillerie. Les forts de Liège tiendront encore cependant jusqu'au 16 août. 5 000 Allemands ont perdu la vie dans l'opération qui devait être une promenade militaire, l'armée impériale a perdu un temps précieux et on peut voir dans ces événements l'origine de la victoire de la Marne. D'autant que les forts de Namur opposeront eux aussi une résistance très vive quelques jours plus tard.
Bien qu'une grande partie de la population fût de langue thioise, en 1962, la commune a été classifiée comme francophone, sans facilités. Le village compte 2 500 habitants.

## Patrimoine et culture

### Patrimoine architectural
Ce village est la porte d'entrée du Limbourg néerlandais. Jolies promenades et splendides vues sur le village. À proximité du site des Trois Bornes et de sa tour panoramique permettant de découvrir Aix-la-Chapelle, le Limbourg néerlandais et la vallée de la Gueule.
- Église Saint-Hubert, nef du XVIIIe siècle; transept et chœur en style XIIIe siècle.
- Chapelle.
- Maison de la famille de César Franck.
- Point des trois frontières ou Trois Bornes.
- moulin de Gemmenich.

## Né à Gemmenich
- César Franck, Compositeur et musicien.
- Eric Snoeck, Directeur général de la Police Judiciaire Fédérale
- Geoffrey Pleyers, Sociologue.